# Veljko Nikitović
Veljko Nikitović (ur. 3 października 1980 w Požedze) – serbski piłkarz występujący na pozycji pomocnika.

## Przebieg kariery
Wychowanek Mladostu Lučani, w swojej karierze grał także w takich zespołach, jak Górnik Łęczna, Hajduk Kula oraz FC Vaslui.
Po sezonie 2015/16 zakończył karierę piłkarską. W lipcu 2016 został jednym z asystentów trenera Górnika Łęczna. W kwietniu 2017 został członkiem zarządu Górnika Łęczna, a trzy miesiące później objął posadę prezesa tego klubu. 10 czerwca 2024 objął funkcję dyrektora sportowego klubu Arka Gdynia.